# Вусач-стенокор дубовий
Кунтушець дубовий (Anisorus quercus (Götz, 1783)) — вид жуків з родини Скрипунових.

## Поширення
S. quercus — пан'європейський вид поширений по всій Європі, Середземномор'ї, Кавказі, Ірані та Малій Азії, входячи до Європейського зоогеографічного комплексу. 
В Україні Кунтушець дубовий розповсюджений у лісостеповій зоні. У Карпатському регіоні трапляється переважно на Закарпатті у термофільних оселищах дубових лісів дещо зрідка у південній частині Передкарпаття (на Буковині).

## Морфологія

### Імаго
Морфологічно S. quercus схожий на S. meridianus, проте, відрізняється за будовою вусиків: їх третій членик є коротшим за п'ятий (у S. meridianus — навпаки). Вид дещо дрібніший, розміри тіла 12-21 мм. Тіло чорне, часто з буро-червоним черевцем у самців, а у самок — цілком темне. Надкрила буро-жовті — у самок, або зі світлими плечовими горбиками — у самців. Ноги світло забарвлені.

### Личинка
Личинка велика до 34 мм завдовжки з добре розвиненими грудними ногами. 9-й терґіт черевця на вершині витягнений в склеротизований шип.

## Життєвий цикл
Життєвий цикл триває 2-3 роки.